# Mizuho Kusanagi
Mizuho Kusanagi (草凪 みずほ) est une mangaka japonaise, née à Kumamoto le 3 février 1979.

## Titres
- Game × Rush
- Mugen Spiral (en)
- NG Life (en)
- Yona : Princesse de l'aube

## Source de la traduction
- (en) Cet article est partiellement ou en totalité issu de l’article de Wikipédia en anglais intitulé « Mizuho Kusanagi » (voir la liste des auteurs).